# Karl-Heinz Volkmann-Schluck
Karl-Heinz Volkmann-Schluck (* 15. November 1914 in Essen; † 25. Oktober 1981 in Köln) war ein deutscher Philosoph.

## Biographie
Nach seinem Abitur 1934 in Moers studierte er Philosophie und Klassische Philologie in Frankfurt am Main bei Hans Lipps. 1938 folgte er Hans-Georg Gadamer an die Universität Leipzig, wo er nach Fertigstellung seiner Dissertation 1939 dessen Assistent wurde. 1940 legte er das Staatsexamen in Altgriechisch und Latein ab. Aufgrund eines Kriegseinsatzes reichte er erst 1942 seine Dissertation über die Interpretation der Ontologie von Platon bei Plotin an der Universität Leipzig offiziell ein. Im Herbst
1944 habilitierte er sich über "Nicolaus Cusanus und das Begreifen des Unbegreiflichen" in Leipzig, wo er 1945 zum Privatdozenten ernannt wurde. 1948 wurde er zum außerordentlichen Professor an der Universität Rostock berufen. 1949 folgte eine ordentliche Professur an der Universität zu Köln, wo er bis zu seinem Lebensende im Oktober 1981 lehrte.

## Wissenschaftliche Arbeit
Beeinflusst wurde Volkmann-Schluck vor allem durch die Phänomenologie und Hermeneutik, dabei maßgeblich durch seinen akademischen Lehrer Hans-Georg Gadamer. Dabei forschte er vor allem über die Ontologie und die Geschichte der Metaphysik, insbesondere zu ihren Anfängen bei den Griechen. Daran schlossen sich Forschungen über Friedrich Nietzsche, die Ästhetik und Dichtungstheorie, sowie zur Kunstphilosophie an.

## Werke
- Plotin als Interpret der Ontologie Platos. Klostermann, Frankfurt am Main 1941.
- Nicolaus Cusanus: Die Philosophie im Übergang vom Mittelalter zur Neuzeit. Klostermann, Frankfurt am Main 1957.
- Nietzsches Gedicht „Die Wüste wächst, weh dem, der Wüsten birgt…“ Klostermann, Frankfurt am Main 1957.
- Metaphysik und Geschichte. de Gruyter, Berlin 1963.
- Einführung in das philosophische Denken. Klostermann, Leipzig 1965.
- Leben und Denken: Interpretationen zur Philosophie Nietzsches. Klostermann, Frankfurt am Main 1968.
- Mythos und Logos: Interpretationen zu Schellings Philosophie der Mythologie. de Gruyter, Berlin 1969.
- Politische Philosophie: Thukydides, Kant, Tocqueville. Klostermann, Frankfurt am Main 1974.
- Die Metaphysik des Aristoteles. Klostermann, Frankfurt am Main 1979, ISBN 3-465-01361-1.
- Von der Wahrheit der Dichtung: Interpretationen. Plato – Aristoteles – Shakespeare – Schiller – Novalis – Wagner – Nietzsche – Kafka. Königshausen und Neumann, Würzburg 1984, ISBN 3-88479-158-3.
- Die Philosophie Nietzsches : der Untergang der abendländischen Metaphysik, Königshausen und Neumann, Würzburg 1991
- Die Philosophie der Vorsokratiker: der Anfang der abendländischen Metaphysik. Königshausen und Neumann, Würzburg 1992, ISBN 3-88479-706-9.
- Kants transzendentale Metaphysik und die Begründung der Naturwissenschaften. Königshausen und Neumann, Würzburg 1995, ISBN 3-8260-1034-5.
- Die Philosophie Martin Heideggers: eine Einführung in sein Denken. Königshausen und Neumann, Würzburg 1996, ISBN 3-8260-1098-1.
- Hegel: die Vollendung der abendländischen Metaphysik. Königshausen und Neumann, Würzburg 1997, ISBN 3-8260-1240-2.
- Plato: der Anfang der Metaphysik.  Königshausen und Neumann, Würzburg 1999, ISBN 3-8260-1557-6.
- Kunst und Erkenntnis. Königshausen und Neumann, Würzburg 2002, ISBN 3-8260-2319-6.